# Distrito de Afanasyevsky
El distrito de Afanasyevsky ( en ruso: Афана́сьевский райо́н ) es un distrito administrativo y municipal ( raión ), uno de los treinta y nueve en el óblast de Kirov, Rusia. Se encuentra al este del óblast y limita con el distrito de Verkhnekamsky en el norte, el óblast de Perm en el este, Udmurtia en el sur y el distrito de Omutninsky en el oeste. El área del distrito es de 5230 kilómetros cuadrados (2019,3 mi²) . Su centro administrativo es la localidad urbana (un asentamiento de tipo urbano ) de Afanasyevo .  Población: 13,848 (censo de 2010);   16.961 ( censo de 2002 ); 18,994 (censo de 1989).   La población de Afanasyevo representa el 24,8% de la población total del distrito. 

## Geografía
El distrito está ubicado en el noreste del óblast de Kirov en una región de taiga, a lo largo del curso superior del río Kama. Se encuentra principalmente en el Valle Superior de Kama con topografía elevada, especialmente en la parte sur del distrito.

## Historia
Las tierras del distrito fueron colonizadas por primera vez por los pueblos pérmicos, ugrios y komi. Formó parte del uyezd de Permsky  en 1607, del uyezd deKaygorodsky en 1678 y en 1708 se adjuntó a las tierras de Vyatka .
Las primeras granjas colectivas en la zona se crearon a fines de la década de 1920, comenzando con la comuna de Gurinsky en 1928 y la gran comuna de Krasny Partizan (Partisanos Rojos) en Afanasyevo en 1930.
El distrito se estableció en 1929 como Distrito Zyuzdinsky con su centro en el pueblo de Zyuzdino-Afanasyevo, incluido el territorio de los antiguos volosts de Afanasyevsky, Biserovsky, Gordinsky y Georgievsky del uyezd de Glazovsky . En ese momento, el distrito incluía 42 consejos de aldea y tenía una población de aproximadamente 40.000 habitantes. En 1935 el distrito se convirtió en el distrito de Biserovsky cuando su centro se trasladó a Biserovo. Se convirtió en el distrito de Zyuzdinsky nuevamente en octubre de 1955 y el centro regresó a Zyuzdino-Afanasyevo, que pasó a llamarse Afanasyevo. Esto resultó en el cambio de nombre del distrito a distrito de Afanasyevsky.